# Kräuselmosaik-Krankheit
Die Kräuselmosaik-Krankheit ist eine durch das nicht persistierende A-Virus verursachte Blatterkrankung der Kartoffel.

## Symptome und Biologie
Die Krankheit ist weltweit verbreitet und besonders gefährlich bei Mischinfektionen mit dem X-Virus. Die Reaktionen können je nach Sorten sehr verschieden sein: vom vollständigen Fehlen von Symptomen bis zu einer leichten Mosaikscheckung mit starker Kräuselung der Blattränder. Die Übertragung dieses Virus geschieht mechanisch und durch Vektoren, vor allem durch die Grüne Pfirsichblattlaus und die Schwarze Bohnenlaus. Das Virus überwintert in der Knolle und ist im Vektor nicht persistent.

## Bekämpfung
Zur Bekämpfung dient die Verwendung von gesundem Pflanzgut und zur Bekämpfung der Vektoren werden systemische Insektizide mit Kontaktwirkung eingesetzt.